# Tulsi Ramsay
Tulsi Ramsay (29 de juliol de 1944 - 13 de desembre de 2018) va ser un director de cinema indi. Era fill de F. U. Ramsay i va ser un dels famosos set germans Ramsay. Els altres sis són Kumar Ramsay, Shyam Ramsay, Keshu Ramsay, Arjun Ramsay, Gangu Ramsay i Kiran Ramsay. Tulsi Ramsay va dirigir diverses pel·lícules del gènere de terror durant els anys 80 i 90. Pel·lícules com Hotel, Purana Mandir, Tahkhana, Veerana, Bandh Darwaza han adquirit un seguit de culte. També va dirigir la sèrie de televisió Zee Horror Show l'any 1993. Els records de la majoria d'episodis d'aquesta sèrie de televisió encara estan de nou al cor dels entusiastes del terror a Índia. Va dirigir una companyia de producció, Tulsi Ramsay Production ubicada a Andheri a Bombai. Ramsay died on 14 December, 2018 in a city hospital in Mumbai after complaining of chest pains.

## Filmografia

### Director
- The Zee Horror Show (1993) sèrie de televisió
- Mahakaal (1993)
- Police Mathu Dada / Inspector Dhanush (1991)
- Ajooba Kudrat Ka (1991)
- Bandh Darwaza (1990)
- Purani Haveli (1989)
- Veerana (1988)
- Tahkhana (1986)
- Telephone (1985)
- Saamri (1985)
- Purana Mandir (1984)
- Ghungroo Ki Awaaz (1981)
- Hotel (1981)
- Sannata (1981)
- Dahshat (1981)
- Saboot (1980)
- Guest House (1980)
- Aur Kaun? (1979)
- Darwaza (1978)
- Andhera (1975)
- Do Gaz Zameen Ke Neeche (1972) ... aka Two Yards Under the Ground
- Nakuli Shaan (1971)
- Penanggalan (1967) ... aka The Headless Terror (USA)

### Productor
- Aatma (2006)
- Bandh Darwaza (1990)
- Tahkhana (1986)
- 3D Saamri (1985)

### Dissenyador de producció
- Bandh Darwaza (1990)
- Na-Insaafi (1989)
- Purana Mandir (1984)

### Guionista
- Inspector Dhanush (1991) (història) (Acreditat com Tulsi-Shyam)